# Valle Iao
El valle de Iao (en inglés: Iao Valley) es un valle exuberante situado en el oeste de Maui, Hawái, 5 kilómetros (3,1 millas) al oeste de Wailuku en Estados Unidos. Debido a su belleza natural e importancia histórica, se ha convertido en un lugar turístico muy popular. Fue designado un Monumento Natural Nacional en 1972.
El parque estatal se encuentra en 6,2 acres (2,5 ha) al final de Īao Valley Road (Autopista 32). La Aguja 'Īao (Kūkaemoku) es un famoso monumento del parque estatal, un remanente de lava cubierto de vegetación que se eleva 1200 pies (370 m) en el fondo del valle o 2250 pies (690 m) si se mide desde el nivel del mar. La "aguja" en sí es una ilusión, puesto que en realidad se trata de una cresta afilada que aparenta ser una aguja cuando se ve al fondo.